# Монторђали
Монторђали (итал. Montorgiali) је насеље у Италији у округу Гросето, региону Тоскана.
Према процени из 2011. у насељу је живело 141 становника. Насеље се налази на надморској висини од 331 м.